# Salesianos
A Congregação Salesiana ou Salesianos (em latim: Societas Sancti Francisci Salesii) é uma congregação religiosa da Igreja Católica fundada em 1859 por São João Bosco e aprovada em 1874 pelo Papa Pio IX. Seu nome oficial é Sociedade de São Francisco de Sales, em homenagem a Francisco de Sales, mas os seus membros são popularmente mais conhecidos pelo nome de Salesianos de Dom Bosco (em latim: Salesiani Domini Bosci), o que determina sua sigla: S.D.B.
Os principais destinatários da missão salesiana são os jovens, especialmente os pobres e em situação de risco. Em vista destes destinatários, os salesianos trabalham também nos ambientes populares, com atenção aos leigos evangelizadores, à família, à comunicação social, e entre os povos ainda não evangelizados.
A congregação é composta por irmãos de vida consagrada, que fazem votos simples de castidade, pobreza e obediência. Os salesianos podem optar pelo sacerdócio, de modo que existem padres e irmãos salesianos.
A Congregação Salesiana foi a primeira instituição a constituir a família salesiana. Entre as obras da Congregação salesiana pode-se citar os colégios e serviços beneficentes, espalhados por várias partes do mundo.

## Brasão e lema da congregação
- Descrição: Escudo eclesiástico oval de blau, com uma âncora de argente flanqueada à direita por um busto de São Francisco de Sales, ao natural, e a esquerda por uma estrela de seis raios de jalde e um coração de goles flamejante e cozido no campo, a primeira acima do segundo. Na parte inferior, uma montanha com seu bosque, ao natural (sinopla). O escudo está assentado numa tarja branca, envolta por dois ramos entrelaçados de palma à direita e de louro à esquerda. Timbre: uma cruz latina de jalde. Listel de argente com o lema: “DA MIHI ANIMAS CŒTERA TOLLE”, em letras e blau.
- Interpretação: O campo e blau (azul) significa: justiça, serenidade, fortaleza, boa fama e nobreza. A âncora é símbolo da virtude teologal da esperança e, por seu metal, (prata), traduz a inocência, a castidade, a pureza, lisura, fidelidade e a eloquência, virtudes essenciais num religioso; o Coração flamejante é símbolo da virtude teologal da caridade, que por seu esmalte, goles (vermelho), simboliza o fogo da caridade inflamada no coração dos religiosos salesianos pelo Divino Espírito Santo, bem como, valor e socorro aos necessitados; e a estrela é símbolo da virtude teologal da fé, sendo ainda símbolo da Virgem Maria — Stella Maris —, que, como poderosa Auxiliadora do povo cristão, é a celeste protetora do gênero humano, sendo que por seu metal, a estrela traduz: nobreza, autoridade, premência, generosidade, ardor e descortino. A figura de São Francisco de Sales lembra o Patrono da Sociedade. A montanha significa as alturas da perfeição à qual devem tender os membros da Congregação e o bosque a montanha lembra o fundador, São João Bosco, que pelo seu esmalte, sinopla (verde) representa: esperança, liberdade, abundância, cortesia e amizade. A palma e o louro que, entrelaçados, simbolizam o prêmio reservado a quem leva uma vida sacrificada e virtuosa. O lema; “Dai-me almas e ficai com o que sobrar”, exprime o ideal de todo religioso salesiano.

## Espírito salesiano
O propósito de uma ordem ou congregação religiosa é viver o carisma ou espírito de seu fundador. Dito de uma forma sucinta, o espírito salesiano se resume na expressão "querer ficar com Dom Bosco, querer ser como Dom Bosco".
A espiritualidade de Dom Bosco se expressa como um modo de vida que, no aspecto temporal e espiritual, educa pelo exemplo. Sendo assim, do exemplo de S. João Bosco os salesianos extraem alguns aspectos que indicam a prática da espiritualidade salesiana:
- Uma espiritualidade cristã: o ponto de partida é o amor de Cristo pela humanidade, que é a raiz da caridade do salesiano pelos jovens. É com o coração de Cristo que o salesiano desenvolve sua missão.
- Uma espiritualidade eclesial e católica: a ação e vida salesiana são desenvolvidas na convivência em comunidade, no aspecto concreto da convivência interpessoal, no aspecto do sentido de Igreja, que convive na diversidade de visões e culturas e na unidade da fé, sintetizada na missão do Santo Padre.
- Uma espiritualidade na experiência de Deus: mesmo não sendo uma ordem contemplativa, o salesiano contempla em sua ação a experiência de Deus como Pai, que olha, que cuida, que provê, que educa e que ama os jovens.
- Uma espiritualidade alegre: enraizado em S. Francisco de Sales, defensor da alegria como própria da santidade. Em vez de rejeitar o mundo e o que há no mundo o salesiano valoriza as novidades do mundo temporal, quando elas trazem a alegria e agradam aos jovens e claro não firam a moral e os bons costumes. Para preservar essa alegria saudável e antinatural não poucos padres recorriam a cascudos e arremessos de pesados molhos de chaves nos alunos mais entusiasmados. Pela prática da alegria, aprende-se a distinguir entre o entusiasmo passageiro e a felicidade da vida cristã.
- Uma espiritualidade otimista e operante: não se lamenta nem se perturba diante da adversidade, responde aos desafios com uma visão otimista da vida e com seu trabalho, de forma simples, direta e descomplicada, pois sabe que agindo dessa maneira, corresponde à providência divina.
- Uma espiritualidade humana na temperança: procura no cotidiano as oportunidades de penitência, a incompreensão das pessoas, as dificuldades do clima, os desentendimentos, as pequenas falhas que sempre incomodam, praticando assim a paciência e a temperança, sem recorrer a penitências extraordinárias. É, assim, uma espiritualidade acessível a qualquer pessoa.
- Uma espiritualidade atenta e criativa: criar o novo, ter iniciativa, acompanhar e antecipar a história para estar perto da humanidade e sobretudo dos jovens, principalmente quando se trata da salvação.
- Uma espiritualidade educadora e mariana: a devoção a Maria Auxiliadora dos Cristãos, se concretiza na proposta educativa do sistema preventivo fundamentado na razão, na religião e no carinho. A exemplo de Maria, que na concepção católica é mãe e educadora de Jesus, a educação se faz pela clareza das instruções, pela fé como fundamento da ação e pela caridade e amor à humanidade como caminho de encontro com Deus.
- Uma espiritualidade de serviço aos jovens: sintetizado na frase "Basta que sejais jovens para que eu vos ame", amor que muitas vezes importunava os inexperientes jovens, significa que é possível vencer o egoísmo sabendo que a vida não é um fim em si mesmo, mas um dom que se dedica a quem se ama. Na espiritualidade salesiana esse amor é dedicado à criança e aos jovens em primeiro lugar e proposto como um convite a ajudar nessa missão a todos os que já chegaram à vida adulta.

Diferentemente de outros modelos de espiritualidade cristã e católica, a espiritualidade salesiana não se concretiza nem pode ser vivida em clausura absoluta. É próprio dessa espiritualidade reunir as pessoas em família, padres, irmãos e irmãs de vida consagrada, fiéis católicos casados ou não em torno dessa missão de atender, cuidar, educar e amar a juventude. Por esse motivo, historicamente, a espiritualidade salesiana se concretiza de modo pleno na família salesiana, que é a comunidade maior que manifesta o espírito cristão de Dom Bosco para o mundo atual.

O documento fundamental são as Constituições da Sociedade de São Francisco de Sales que são a regra de vida religiosa dos salesianos. Nelas se estabelece a estrutura organizativa dos salesianos. O modelo administrativo propõe que em cada instância haja um líder associado a um conselho. Esse modelo se reproduz da esfera mundial de governo às comunidades locais.

### Administração central
A autoridade máxima da Congregação Salesiana é o papa. A ele cabe, por exemplo, a aprovação final de qualquer alteração nas Constituições ou a aceitação de eventual renúncia do Reitor-Mor.
No interior da Congregação, a autoridade suprema é exercida pelo Capítulo Geral, a assembléia representativa de todos os salesianos, que entre outras competências, elege o Reitor-Mor e aprova modificações nas Constituições.
A autoridade individual superior é o Reitor-Mor da Congregação Salesiana, representante oficial dos salesianos, com poder sobre todas as demais instâncias e pessoas pertencentes à Congregação nos aspectos temporais e espirituais.
Considerado o sucessor do fundador, Dom Bosco, o Reitor-Mor é também o centro da espiritualidade e unidade de toda a família salesiana.
Em sua missão, o reitor-mor é auxiliado por um Conselho Geral, composto pelo Vigário do Reitor-Mor e os seguintes conselheiros:
- Conselheiros setoriais: conselheiro para a formação, conselheiro para a pastoral juvenil, conselheiro para a comunicação social, conselheiro para as missões e o ecônomo geral;
- Conselheiros regionais, que representam conjuntos de inspetorias reunidos por vizinhança geográfica ou cultural.

### Administração inspetorial ou provincial

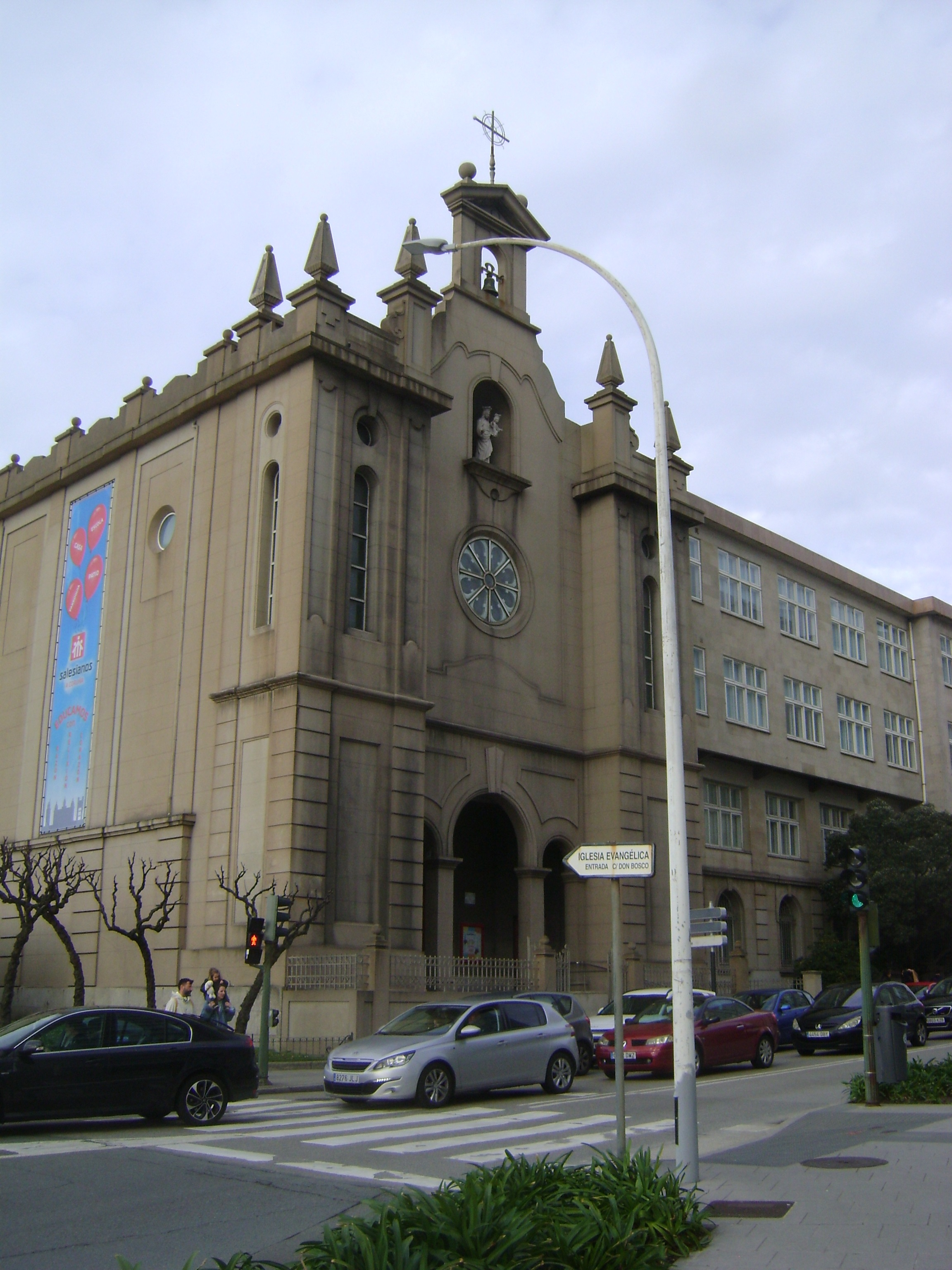
Colégio Salesianos de Corunha, Galiza, (Espanha).

A unidade administrativa da Inspetoria — em alguns países denominada de Província — reúne um conjunto de comunidades locais, por afinidade geográfica ou cultural. A autoridade maior da inspetoria é o Inspetor/Provincial, que é auxiliado por um conselho inspetorial/provincial.
Periodicamente reúne-se o Capítulo Inspetorial/Provincial, assembléia representativa de todos os salesianos de uma Inspetoria/Província.
Entre outras responsabilidades, o Inspetor é também o primeiro responsável pela formação dos novos salesianos, em particular dos noviços.

### Administração local
As comunidades locais são administradas por um diretor, auxiliado por um Conselho local. A Assembléia dos Irmãos reúne todos os salesianos de uma comunidade e tem, por exemplo, a competência para eleger o delegado da comunidade ao Capítulo Inspetorial. As comunidades locais são as unidades de atividade prática podendo conduzir escolas, paróquias, entidades assistenciais e obras sociais. São também o espaço de convivência dos salesianos. Diferentemente de outras instituições religiosas de vida consagrada, os salesianos vivem, necessariamente, em comunidades. Deste modo, além de unidade administrativa, as comunidades são elementos constituintes da espiritualidade salesiana.

## Santos Salesianos

São Domingos Sávio

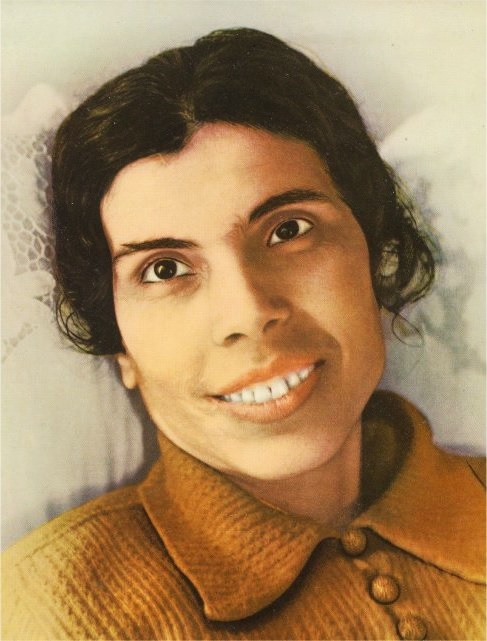
Beata Alexandrina de Balazar

Os salesianos de Dom Bosco contam com dez santos:
1. São João Bosco
2. São José Cafasso
3. Santa Maria Domenica Mazzarello
4. São Domingos Sávio
5. São Leonardo Murialdo
6. São Luís Versiglia
7. São Calixto Caravario
8. São Luís Orione
9. São Luís Guanella
10. Santo Artemide Zatti

e ainda alguns bem-aventurados, entre os quais se conta a famosa Beata Alexandrina de Balazar e o Beato Józef Kowalski.

## Salesianos no Brasil
Em 1883, em Niterói, os salesianos fundaram a primeira obra no Brasil: o Colégio Salesiano Santa Rosa.
Atualmente mantêm mais de cem instituições de ensino fundamental e médio no país, com aproximadamente noventa mil alunos e quatro mil educadores. Dirigem dez grandes universidades e centros universitários, oferecendo mais de cem cursos. Desenvolvem uma rede muito ampla de obras sociais e de formação profissional.

### Colégios salesianos no Brasil

#### Amazonas
- Centro Educacional Santa Teresinha (Manaus)
- Colégio Dom Bosco - Centro (Manaus)
- Colégio Dom Bosco - Leste (Manaus)
- Colégio Nossa Senhora Auxiliadora (Manaus)
- Instituto Madre Mazzarello (Manaus)

#### Bahia
- Salesiano Dom Bosco (Camaçari)
- Centro Educacional Maria Cardoso Ferreira (Luis Eduardo Magalhães)
- Colégio Salesiano de Salvador (Salvador)
- Colégio Salesiano Dom Bosco (Salvador)

#### Ceará
- Instituto Waldemar Falcão (Aracati)
- Colégio Juvenal de Carvalho (Fortaleza)
- Colégio Salesiano Dom Bosco (Fortaleza)
- Colégio Salesiano São João Bosco (Juazeiro do Norte)

#### Distrito Federal
- Escola Salesiana Brasília (Brasília)
- Escola Salesiana São Domingos Sávio (Brasília)

#### Espírito Santo
- Escola Ginásio Brasil (Baixo Guandu)
- Centro de Educação e Cultura Saber (Venda Nova do Imigrante)
- Colégio Salesiano Jardim Camburi (Vitória)
- Colégio Salesiano Nossa Senhora da Vitória (Vitória)

#### Goiás
- Patronato Madre Mazarello (Anápolis)
- Colégio Ateneu Dom Bosco (Goiânia)
- Instituto Maria Auxiliadora (Goiânia)
- Instituto Auxiliadora (Silvânia)

#### Minas Gerais
- Colégio Dom Bosco (Araxá)
- Instituto Maria Imaculada (Barbacena)
- Centro Educacional Pio XII (Belo Horizonte)
- Colégio Salesiano (Belo Horizonte)
- Escola Nossa Senhora Auxiliadora (Ponte Nova)
- Instituto Auxiliadora (São João del Rei)
- Instituto Teresa Valsé (Uberlândia)

#### Mato Grosso
- Escola Padre José Anchieta (Araputanga)
- Instituto Madre Marta Cerutti (Barra do Garças)
- Colégio Salesiano Santa Maria (Cárceres)
- Colégio Coração de Jesus (Cuiabá)
- Salesiano Santo Antônio (Cuiabá)
- Salesiano São Gonçalo (Cuiabá)

#### Mato Grosso do Sul
- Colégio Nossa Senhora Auxiliadora (Campo Grande)
- Colégio Salesiano Dom Bosco (Campo Grande)
- Colégio Santa Teresa (Corumbá)
- Salesiano Dom Bosco (Três Lagoas)

#### Pará
- Colégio Salesiano Nossa Senhora do Carmo (Ananindeua)
- Centro Social Auxilium (Belém)

#### Pernambuco
- Escola Salesiana Padre Rinaldi (Carpina)
- Instituto Nossa Senhora de Lourdes (Gravatá)
- Colégio Nossa Senhora Auxiliadora (Jaboatão)
- Colégio Salesiano Sagrado Coração (Recife)
- Instituto Profissional Maria Auxiliadora (Recife)
- Instituto Santa Maria Mazzarello (Recife)

#### Paraná
- Instituto Nossa Senhora Auxiliadora (Cambé)

#### Rio de Janeiro
- Centro Educacional Nossa Senhora Auxiliadora (Campos dos Goytacazes)
- Instituto Dom Bosco (Campos dos Goytacazes)
- Instituto Profissional Laura Vicuña (Campos dos Goytacazes)
- Instituto Nossa Senhora da Glória (Macaé)
- Colégio Salesiano Região Oceânica (Niterói)
- Colégio Salesiano Santa Rosa (Niterói)
- Instituto São José (Resende)
- Instituto Nossa Senhora da Glória (Rio das Ostras)
- Colégio Salesiano Alberto Monteiro de Carvalho (Rio de Janeiro)
- Instituto Nossa Senhora Auxiliadora (Rio de Janeiro)

#### Rio Grande do Norte
- Colégio Salesiano São José (Natal)
- Instituto Maria Auxiliadora (Natal)
- Colégio Salesiano Dom Bosco (Parnamirim)

#### Rondônia
- Instituto Laura Vicuña Porto Velho (Porto Velho)
- Instituto Maria Auxiliadora (Porto Velho)

#### Rio Grande do Sul
- Colégio Nossa Senhora Auxiliadora (Bagé)
- Colégio Dom Bosco (Porto Alegre)
- Colégio Salesiano Leão XII (Rio Grande)
- Colégio Salesiano Dom Bosco (Santa Rosa)
- Instituto Laura Vicuña (Uruguaiana)

#### Santa Catarina
- Colégio São Paulo (Ascurra)
- Colégio Salesiano Balneário Camburiú (Balneário Camburiú)
- Instituto Auxiliadora (Campos Novos)
- Colégio Salesiano Itajaí (Itajaí)
- Colégio Dom Bosco (Rio do Sul)
- Instituto Maria Auxiliadora (Rio do Sul)

#### Sergipe
- Colégio Salesiano Nossa Senhora Auxiliadora (Aracaju)

#### São Paulo
- Dom Bosco (Americana)
- Salesiano Dom Lasagna (Araçatuba)
- Instituto Nossa Senhora Auxiliadora (Araras)
- Escola Salesiana São José (Campinas)
- Liceu Salesiano Nossa Senhora Auxiliadora (Campinas)
- Instituto Nossa Senhora Auxiliadora (Cruzeiro)
- Instituto Nossa Senhora do Carmo (Guaratinguetá)
- Centro Educacional Nossa Senhora Auxiliadora (Lins)
- Colégio São Joaquim (Lorena)
- Escola Mundo Feliz (Lorena)
- Colégio Salesiano Dom Bosco - Assunção (Piracicaba)
- Colégio Salesiano Dom Bosco - Cidade Alta (Piracicaba)
- Colégio Salesiano Dom Bosco - Dom Bosquinho (Piracicaba)
- Colégio Salesiano Dom Bosco - São Mário (Piracicaba)
- Colégio Nossa Senhora Auxiliadora (Ribeirão Preto)
- Instituto Coração de Jesus (Santo André)
- Instituto Laura Vicuña (São José dos Campos)
- Instituto São José (São José dos Campos)
- Colégio de Santa Inês (São Paulo)
- Externato Santa Teresinha (São Paulo)
- Instituto Madre Mazzarello (São Paulo)
- Instituto Nossa Senhora Auxiliadora (São Paulo)
- Liceu Coração de Jesus (São Paulo)
- Colégio Salesiano São José (Sorocaba)

### Inspetorias salesianas no Brasil
As inspetorias salesianas são unidades administrativas regionais que coordenam as atividades de um conjunto de obras salesianas. As inspetorias salesianas no Brasil são:
- Inspetoria Salesiana São Domingos Sávio (Manaus), que abrange os estados do Amazonas, Pará, Acre e Rondônia;
- Inspetoria Salesiana São João Bosco (Belo Horizonte), que abrange os estados de Minas Gerais, Rio de Janeiro, Espírito Santo, Goiás, Tocantins e o Distrito Federal;
- Inspetoria Salesiana Santo Afonso de Ligório (Campo Grande), que abrange os estados de Mato Grosso do Sul e Mato Grosso e o noroeste de São Paulo;
- Inspetoria Salesiana São Luiz Gonzaga (Recife), que abrange os estados de Pernambuco, Bahia, Sergipe, Alagoas, Paraíba, Rio Grande do Norte e Ceará;
- Inspetoria Salesiana de Nossa Senhora Auxiliadora (São Paulo), que abrange todas regiões de São Paulo, exceto o noroeste do estado; e
- Inspetoria Salesiana São Pio X (Porto Alegre), que abrange os estados do Rio Grande do Sul, Santa Catarina e Paraná.

### Bispos salesianos no Brasil
- Dom João Batista Costa
- Dom Pedro Massa
- Dom  Miguel D'Aversa
- Dom Miguel Alagna
- Dom Antônio de Almeida Lustosa
- Dom Antônio de Assis Ribeiro
- Dom Antônio Campelo Aragão
- Dom Antônio Emídio Vilar
- Dom Antônio Malan
- Dom Antônio Possamai
- Dom Antônio Sarto
- Dom Antônio Carlos Altieri
- Dom Bonifácio Piccinini
- Dom Bruno Pedron
- Dom Décio Zandonade

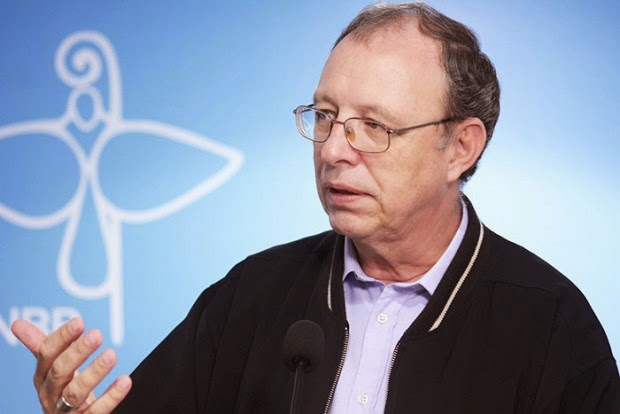
Dom Flávio Giovenale

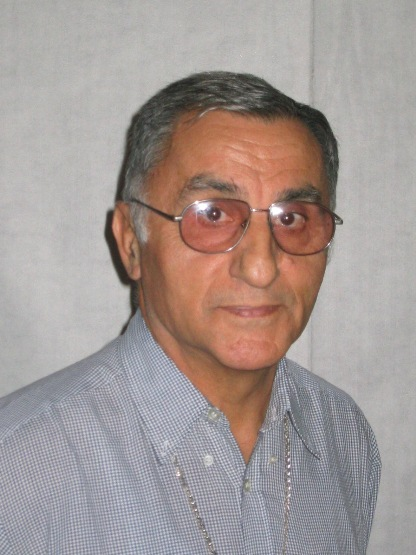
Dom José Foralosso

- Dom Edmilson Tadeu Canavarros dos Santos
- Dom Eduardo Pinheiro da Silva
- Dom Edvaldo Gonçalves Amaral
- Dom Fernando Legal
- Dom Flávio Giovenale
- Dom Francisco de Aquino Correia
- Dom Franco Dalla Valle
- Dom Friedrich Heimler
- Dom Giovanni Zerbini
- Dom Hilário Moser
- Dom Irineu Danelon
- Dom João Corso
- Dom João Resende Costa
- Dom José Foralosso
- Dom José Selva
- Dom José Jovêncio Balestieri
- Dom José Song Sui-Wan
- José Valmor Cesar Teixeira
- Dom Ladislau Paz
- Dom Mílton Antônio dos Santos
- Dom Onofre Cândido Rosa
- Dom Orlando Chaves
- Dom Segismundo Martinez
- Dom Valério Breda
- Dom Vartan Waldir Boghossian
- Dom Vitório Pavanello
- Dom Walter Ivan de Azevedo
- Dom Tarcisio Scaramussa

## Salesianos em Portugal e Cabo Verde

### Origens
A influência salesiana em Portugal inicia ainda antes da chegada dos salesianos a terras lusitanas, quando Dom Sebastião Vasconcelos funda as Oficinas de São José do Porto, em 1883, após ter conhecido São Joao Bosco e sua obra de educação profissional para a juventude. Em 1894, os salesianos são chamados a suceder o Padre Francisco Rodrigues da Cruz para dirigir o Colégio dos Órfãos de São Caetano, em Braga. Era já um colégio tradicional, fundado no séc. XVIII por D. Frei Caetano Brandão.

#### Situação atual
A atuação salesiana em Portugal teve desenvolvimento rápido, a ponto de se constituir em província salesiana (inspetoria) independente já em 1899. A revolução liberal de 1910, com a proclamação da república, com forte oposição às instituições de caráter religioso cria dificuldades também para os salesianos.
A Província Portuguesa da Sociedade Salesiana Corporação Missionária foi feita Membro-Honorário da Ordem do Mérito a 26 de Fevereiro de 1996. Uma província missionária que espalhou o carisma salesianos em vários territórios por esse mundo fora: Macau, Timor-Leste, Goa, Moçamquibe e Cabo Verde.
Atualmente a missão da Província Salesiana de Santo António, com sede em Lisboa trabalha em Portugal e Cabo Verde.
Em Portugal os salesianos atualmente (2019) trabalham em: Mirandela, Poiares da Régua, Porto (Colégio), Porto (Edições Salesianas e Cavaleiro da Imaculada), Mogofores, Manique, Estoril, Lisboa, Évora, Funchal e Setúbal. Na República de Cabo Verde os Salesianos trabalham na ilha de São Vicente na cidade do Mindelo.

#### Cronologia
Bispos salesianos em Portugal
Dom Joaquim Augusto da Silva Mendes
Dom Ximenes Belo

## Salesianos em Moçambique
A presença salesiana em Moçambique tem crescido. Desde 2006 é uma visitadoria salesiana independente.
A Visitadoria conta com 52 salesianos de 11 nacionalidades, sendo 23 moçambicanos; destes, 18 encontram-se na fase de formação inicial. Trabalhamos em oito comunidades salesianas.

## Salesianos em Angola
A atuação salesiana iniciou-se em Angola quando ainda era colônia portuguesa, dirigida pela Província Salesiana de Portugal. Com a independência do país e as dificuldades políticas consequentes, as missões em Angola foram organizadas a partir de 1981 pelos salesianos do Brasil, com participação de salesianos latino-americanos.  Atualmente, a Inspetoria Salesiana de Angola conta com dez obras, entre paróquias, escolas e entidades assistenciais, com a participação de cinquenta e oito salesianos, dos quais vinte e dois do continente africano. As atividades são realizadas em conjunto com outros institutos religiosos, como as Filhas de Maria Auxiliadora, Organizações Não Governamentais e aproximadamente dez mil colaboradores angolanos. Para se ter uma ideia da dimensão desse trabalho, a Paróquia de São Paulo, em Luanda, recebe sete mil crianças e jovens para a catequese. Já actualmente estão presentes em varias partes de africa em Angola estão em Luanda que é a capital, estão no Kwanza-Norte no Município de Kambambe/Dondo e em Ndalatando, Estão em Cabinda, Beguela, KWanza-Sul em calulo, e com perspetivas de estar na província do Huambo. Salesianos de Dom Bosco e suas actividades em Angola. Actualmente 800 alfabetizadores tomam conta de 20 000 jovens e adultos nas Províncias de Benguela, Kwanza-Sul (Calulo, Mussende), Kwanza-Norte (Dondo, N´Dalatando), Luanda e Moxico.

### Ensino geral
Mais de 10 000 estudantes passaram pelas escolas, salesianas, Centros de formação Dom Bosco nas cidades de Benguela, Kwanza-Sul, Dondo, Kalakala, Luanda (Lixeira, Mota, Palanca), Viana e N´Dalatando.

### Formação profissional
Está centrada na formação do dos futuros profissionais em electricidade, construção civil, mecânica, construções metálicas, marcenaria, carpintaria, informática, decoração costura e apicultura. A rede dos centros de formação tem aproximadamente 2 800 alunos nas cidades de Benguela, Cabinda, Dondo, Luanda, Lwena e N´dalatando. Neste campo é significativa a parceria do governo com Dom Bosco.

## Reitor-mor e conselho geral
A autoridade máxima dos salesianos de Dom Bosco é o Reitor-Mor. O primeiro Reitor-Mor foi o próprio Dom Bosco a partir de 1874, ano em que a Igreja Católica aprovou as Constituições Salesianas. Após a morte de Dom Bosco, em 1888, o Papa Leão XIII nomeou o primeiro sucessor de Dom Bosco, o Beato Miguel Rúa, e as formas de eleger sucessores reitores importantes foram regulamentadas.[carece de fontes?]
Os Salesianos realizam uma assembléia geral que chamam de Capítulo Geral e na qual participam delegados de todo o mundo, que têm o poder de determinar assuntos de consequências mundiais para a Congregação, como a eleição do Reitor-Mor e do Conselho Geral. Este último representa os principais setores da missão salesiana, como a economia, a pastoral juvenil salesiana, a família salesiana, a formação, a comunicação social e muitos outros setores delegados a um conselheiro geral. As regionais também estão presentes. A sede oficial da Casa Geral, onde estão localizados o Reitor-Mor e o Conselho Geral, fica em La Pissana, Roma.[carece de fontes?]
Atualmente, o Reitor-Mor é o padre Fabio Attard. Ele é o primeiro maltês a assumir esta posição.
Esta é a lista completa dos sucessores de Dom Bosco:
1. Dom Bosco (1815–1888) Reitor-Mor de 1859-1888
2. Beato Michele Rua, (1837–1910) Reitor-Mor de 1888 a 1910
3. Pablo Albera (1844–1921) Reitor-Mor de 1910 a 1921
4. Beato Filipe Rinaldi, (1856–1931) Reitor-Mor de 1922 a 1931
5. Pietro Ricaldone (1870–1951) Reitor-Mor de 1932 a 1951
6. Renato Ziggiotti (1892–1983) Reitor-Mor de 1952 a 1965
7. Luigi Ricceri (1901–1989) Reitor-Mor de 1965 a 1977
8. Egidio Viganò, (1920–1995) Reitor-Mor de 1977 a 1995
9. Juan Edmundo Vecchi (1931–2002) Reitor-Mor de 1995 a 2002
10. Pascual Chávez Villanueva (1942–) Reitor-Mor de 2002 a 2014
11. Ángel Fernández Artime (1960–) Reitor-Mor de 2014 a 2024.
  1.  Stefano Martoglio  (1965–) governador ad interim 2024 a 2025
12. Fabio Attard (1959-) Reitor-Mor desde 2025[8]